# Waldsee, Rhein-Pfalz

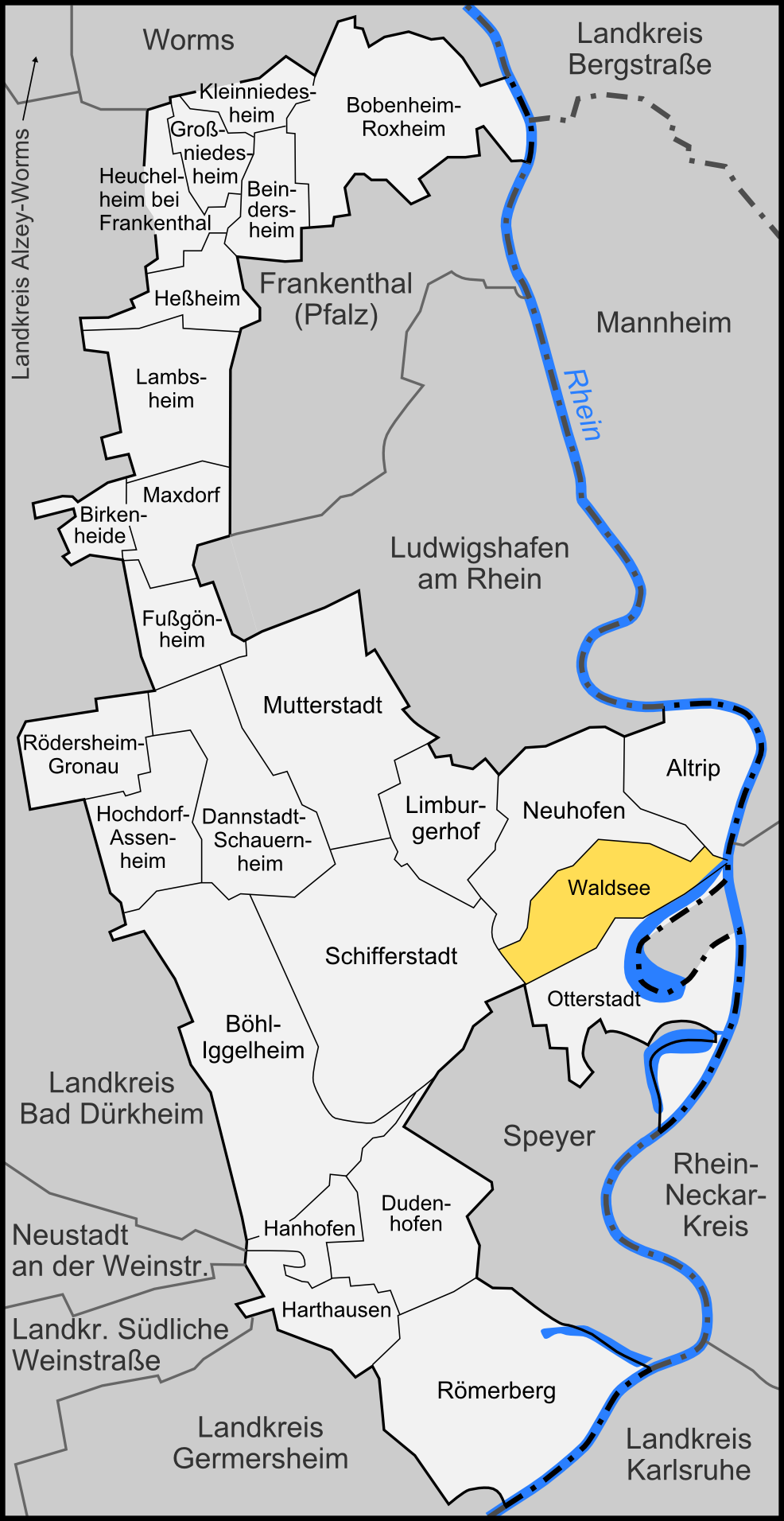

Waldsee là một đô thị thuộc bang Rhein-Pfalz-Kreis, bang Rheinland-Pfalz, Đức.
Đô thị này có khoảng cách khoảng 3 km về phía tây Speyer. Waldsee là thủ phủ của Verbandsgemeinde Waldsee.